# Richard Elliot
Richard Joel Elliot (Glasgow, 16 gennaio 1960) è un sassofonista scozzese.

## Discografia
- Trolltown (1986)
- Initial Approach (1987)
- Power of Suggestion (1988)
- Take to the Skies (1989)
- What's Inside (1990)
- On the Town (1991)
- Soul Embrace (1993)
- After Dark (1994)
- City Speak (1996)
- Jumpin' Off (1997)
- Chill Factor (1999)
- The Best of Richard Elliot (2000)
- Ballads (2001)
- Crush (2001)
- Ricochet (2003)
- Metro Blue (2005)
- R n R (con Rick Braun) (2007)
- Rock Steady  (2009)
- In the Zone  (2011)
- Summer Horns - Dave Koz and Friends  (2013)
- Number Ones  (2013)